# أبجدية الكرمخي
الغورموخي (ਗੁਰਮੁਖੀ, (بالبنجابية: ˈɡʊɾᵊmʊkʰiː) ) هي أبجدية تم تطويرها من نصوص لاندا وتم توحيدها واستخدامها من قبل المعلم السيخي الثاني جورو أنجاد (1504-1552). ويُنظر إليه عمومًا على أنه نص سيخي ويُستخدم الغورموخي في البنجاب بالهند باعتباره النص الرسمي للغة البنجابية.
الكتاب الأساسي للسيخية جورو جرانث صاحب مكتوب باللغة الغورموخية وبمختلف اللهجات واللغات التي غالبًا ما تندرج تحت العنوان العام سانت بهاشا أو "لغة القديس" بالإضافة إلى لغات أخرى مثل الفارسية ومراحل مختلفة من اللغات الهندية الآرية.
اللغة الغورموخية الحديثة تحتوي على خمسة وثلاثين حرفًا أصليًا ومن هنا جاء مصطلحها البديل الشائع paintī أو "الخمسة والثلاثون" بالإضافة إلى ستة أحرف ساكنة إضافية وتسعة علامات تشكيل للحروف المتحركة وعلامتان تشكيل للأصوات الأنفية وعلامة تشكيل واحدة تنبثق منها الحروف الساكنة وثلاثة أحرف سفلية.

## التاريخ والتطور
يُعتقد عمومًا أن الخط الجورموكي له جذور في الأبجدية السينائية البدائية من خلال الخط البراهمي الذي تطور إلى المجموعة الشمالية الغربية ( شارادا أو سارادا وأحفادها بما في ذلك لاندا وتاكري) والمجموعة الوسطى ( ناجاري وأحفادها بما في ذلك الديفاناجارية والغوجاراتية والمودي) والمجموعة الشرقية (تطورت من السيدها بما في ذلك البنغالية والتبتية وبعض النصوص النيبالية) بالإضافة إلى العديد من أنظمة الكتابة البارزة في جنوب شرق آسيا والسنهالية في سريلانكا بالإضافة إلى النصوص المستخدمة تاريخيًا في آسيا الوسطى للغات المنقرضة مثل الساكا والتوخارية. حيث أن اللغة الغورموكية مشتقة من لغة الشرادا في المجموعة الشمالية الغربية وهي العضو الوحيد المتبقي الرئيسي مع العملة الحديثة الكاملة. وتتضمن الميزات البارزة ما يلي:
- تعتبر أنها أبجيدا حيث تحتوي جميع الحروف الساكنة على حرف علة متأصل ‎[ə]‏. ويتم استخدام العلامات التشكيلية والتي يمكن أن تظهر أعلى أو أسفل أو قبل أو بعد الحرف الساكن الذي يتم تطبيقها عليه لتغيير الحرف المتحرك الأساسي.
- عندما تظهر الحروف المتحركة في بداية المقطع اللفظي فإنها تُكتب كحروف مستقلة.
- لتكوين مجموعات الحروف الساكنة تقوم اللغة الغورموخية بإضافة أحرف منخفضة بشكل فريد إلى أسفل الحروف القياسية بدلاً من استخدام رموز الوصل الحقيقية المستخدمة في النصوص الأخرى[15] والتي تدمج أجزاء من كل حرف في حرف مميز خاص به.
- اللغة البنجابية هي لغة نغمية ذات ثلاث نغمات. حيث يتم الإشارة إلى هذه النغمات في الكتابة باستخدام الحروف الساكنة المستنشقة التي كانت تُنطق سابقًا ( gh وdh وbh وما إلى ذلك) والحرف h بين الأصوات.[16]

| الفينيقية | 𐤀 | 𐤁  | 𐤁   | 𐤂  | 𐤃   | 𐤃   | 𐤄 | 𐤅  | 𐤆  | 𐤆  | 𐤆  | 𐤆   | 𐤇  | 𐤇   | 𐤈   | 𐤈   | 𐤉  | 𐤊  | 𐤊  | 𐤋  | 𐤌  | 𐤍  | 𐤍  | 𐤍  | 𐤍  | 𐤎   | 𐤏 | 𐤐  | 𐤐   | 𐤑  | 𐤒   | 𐤒   | 𐤓  | 𐤔   | 𐤕  | 𐤕  |
| الآرامية | 𐡀 | 𐡁  | 𐡁   | 𐡂  | 𐡃   | 𐡃   | 𐡄 | 𐡅  | 𐡆  | 𐡆  | 𐡆  | 𐡆   | 𐡇  | 𐡇   | 𐡈   | 𐡈   | 𐡉  | 𐡊  | 𐡊  | 𐡋  | 𐡌  | 𐡍  | 𐡍  | 𐡍  | 𐡍  | 𐡎   | 𐡏 | 𐡐  | 𐡐   | 𐡑  | 𐡒   | 𐡒   | 𐡓  | 𐡔   | 𐡕  | 𐡕  |
| البراهمي | 𑀅 | 𑀩  | 𑀪   | 𑀕  | 𑀥   | 𑀠   | 𑀏 | 𑀯  | 𑀤  | 𑀟  | 𑀚  | 𑀛   | 𑀳  | 𑀖   | 𑀣   | 𑀞   | 𑀬  | 𑀓  | 𑀘  | 𑀮  | 𑀫  | 𑀦  | 𑀗  | 𑀜  | 𑀡  | 𑀰   | 𑀑 | 𑀧  | 𑀨   | 𑀲  | 𑀔   | 𑀙   | 𑀭  | 𑀱   | 𑀢  | 𑀝  |
| الكرمكهي | ਅ | ਬ  | ਭ   | ਗ  | ਧ   | ਢ   | ੲ | ਵ  | ਦ  | ਡ  | ਜ  | ਝ   | ਹ  | ਘ   | ਥ   | ਠ   | ਯ  | ਕ  | ਚ  | ਲ  | ਮ  | ਨ  | ਙ  | ਞ  | ਣ  | (ਸ਼) | ੳ | ਪ  | ਫ   | ਸ  | ਖ   | ਛ   | ਰ  | ਖ   | ਤ  | ਟ  |
| آي إيه أس تي | a | ba | bha | ga | dha | ḍha | ē | va | da | ḍa | ja | jha | ha | gha | tha | ṭha | ya | ka | ca | la | ma | na | ṅa | ña | ṇa | śa* | ō | pa | pha | sa | kha | cha | ra | ṣa* | ta | ṭa |
| اليونانية | Α | Β  | Β   | Γ  | Δ   | Δ   | Ε | Ϝ  | Ζ  | Ζ  | Ζ  | Ζ   | Η  | Η   | Θ   | Θ   | Ι  | Κ  | Κ  | Λ  | Μ  | Ν  | Ν  | Ν  | Ν  | Ξ   | Ο | Π  | Π   | Ϻ  | Ϙ   | Ϙ   | Ρ  | Σ   | Τ  | Τ  |
| احتمال اشتقاق الغورموخي من أنظمة الكتابة السابقة. وتم تضمين الأبجدية اليونانية المنحدرة أيضًا من الفينيقية للمقارنة. |   |    |     |    |     |     |   |    |    |    |    |     |    |     |     |     |    |    |    |    |    |    |    |    |    |     |   |    |     |    |     |     |    |     |    |    |

تطورت اللغة الغورموخية في ظروف ثقافية وتاريخية مختلفة بشكل ملحوظ عن النصوص الإقليمية الأخرى وذلك لغرض تسجيل الكتب المقدسة للسيخية وهي تقليد ثقافي أقل سنسكريتية بكثير من غيره من ثقافات شبه القارة. وقد سمح هذا الاستقلال عن النموذج السنسكريتي بحرية تطوير ميزات إملائية فريدة. وتشمل هذه:
- ثلاثة أحرف متحركة أساسية مدمجة في مجموعة أحرف الغورموخية التقليدية باستخدام علامات التشكيل للحروف المتحركة لكتابة أحرف متحركة مستقلة، بدلاً من الأحرف المنفصلة المميزة لكل من هذه الحروف المتحركة كما هو الحال في النصوص الأخرى؛[16][18]
- انخفاض كبير في عدد وأهمية الحروف المتصلة[16][19][1] (على غرار حروف براهمي التي ظلت حروفها أكثر تشابهًا مع حروف ناجاري[20] وهي سمة مميزة لأبوغيدا الشمالية الغربية)؛[15]
- ترتيب قياسي فريد من نوعه للحروف يختلف إلى حد ما عن الترتيب التقليدي للحروف في اللغة السنسكريتية[16][21] بما في ذلك وضع الحروف المتحركة والحروف الاحتكاكية في المقدمة؛[22][23]
- الاعتراف بالتاريخ الصوتي الهندي الآري من خلال حذف الأحرف التي تمثل الحروف الساكنة ‎[ʃ]‏ و ‎[ʂ]‏[24] مع الاحتفاظ فقط بالحروف التي تمثل أصوات اللغة المنطوقة في ذلك الوقت؛[1] حيث ضاعت هذه الحروف الساكنة بشكل طبيعي في معظم اللغات الهندية الآرية الحديثة، على الرغم من الاحتفاظ بهذه الأحرف غالبًا في مخزونات الحروف الساكنة الخاصة بها كعلامات مكانية ورموز قديمة[16] مع نطقها بشكل خاطئ.[24] وغالبًا ما أعيد تقديم هذه الحروف الساكنة بشكل مختلف من خلال ظروف لاحقة كما حدث مع ‎[ʃ]‏ في اللغة الغورموخية[23] مما استلزم وجود رمز جديد؛[24]
- تطوير حروف جديدة مميزة للأصوات تعكس بشكل أفضل اللغة العامية التي كانت تُتحدث أثناء وقت تطويرها (على سبيل المثال ‎[ɽ]‏[25] وتحول الصوت الذي دمج السنسكريتية ‎[ʂ]‏ و/kʰ/ إلى البنجابية /kʰ/)؛
- علامة التشكيل التتابعي وهي سمة فريدة بين النصوص شبه القارية الأصلية،[14] والتي تعمل على الإشارة إلى علامات التشكيل التتابعية الهندية الآرية الوسطى المحفوظة المميزة للبنجابية؛[15]

وميزات أخرى.

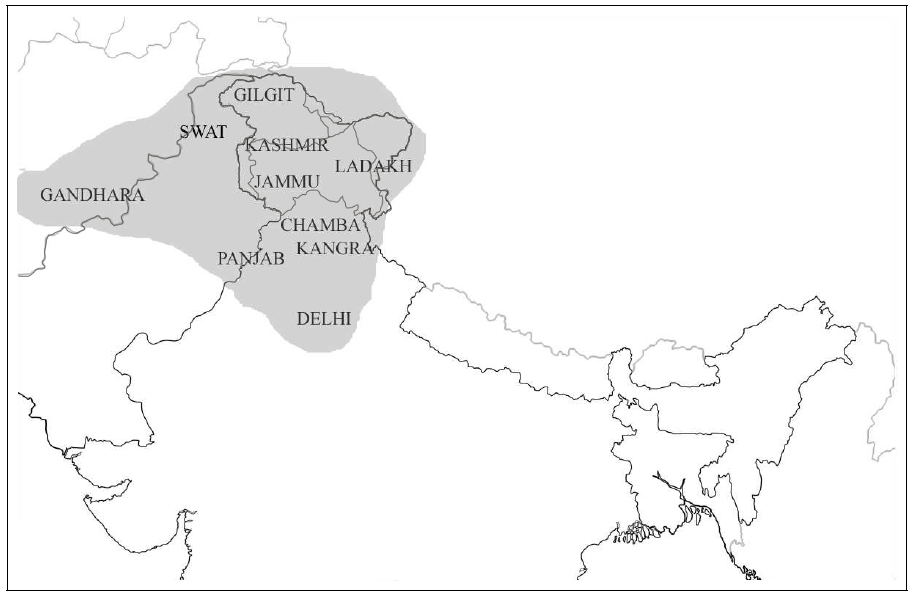
التوزيع الجغرافي التاريخي لخط الشرادا

ابتداءً من القرن العاشر فصاعدًا بدأت الاختلافات الإقليمية تظهر بين نص الشرادا المستخدم في البنجاب والولايات الجبلية (جزئيًا هيماشال براديش ) وكشمير. وفي نهاية المطاف اقتصر استخدام شارادا على الاحتفالات المحدودة للغاية في كشمير حيث أصبحت غير مناسبة بشكل متزايد لكتابة اللغة الكشميرية. مع وجود آخر نقش معروف يعود تاريخه إلى عام 1204م فإن أوائل القرن الثالث عشر يمثل علامة فارقة في تطور شارادا. وقد استمر التنوع الإقليمي في البنجاب في التطور من هذه المرحلة وحتى القرن الرابع عشر؛ وخلال هذه الفترة بدأ يظهر في أشكال تشبه إلى حد كبير الخط الجورموكي ونصوص لاند الأخرى. وبحلول القرن الخامس عشر تطورت الكتابة الشرادا بشكل كبير لدرجة أن خبراء النقوش أطلقوا على الكتابة في هذه المرحلة اسمًا خاصًا وهو ديفاسيشا. تارلوشان سينغ بيدي (1999) يفضل الاسم بريثاما جورموخي أو بروتو جورموخي. كان من خلال تسجيلها باللغة الجورموخية أن تم الحفاظ على معرفة نطق وقواعد اللغة البنجابية القديمة (حوالي القرن العاشر إلى القرن السادس عشر) لعلماء اللغة المعاصرين.

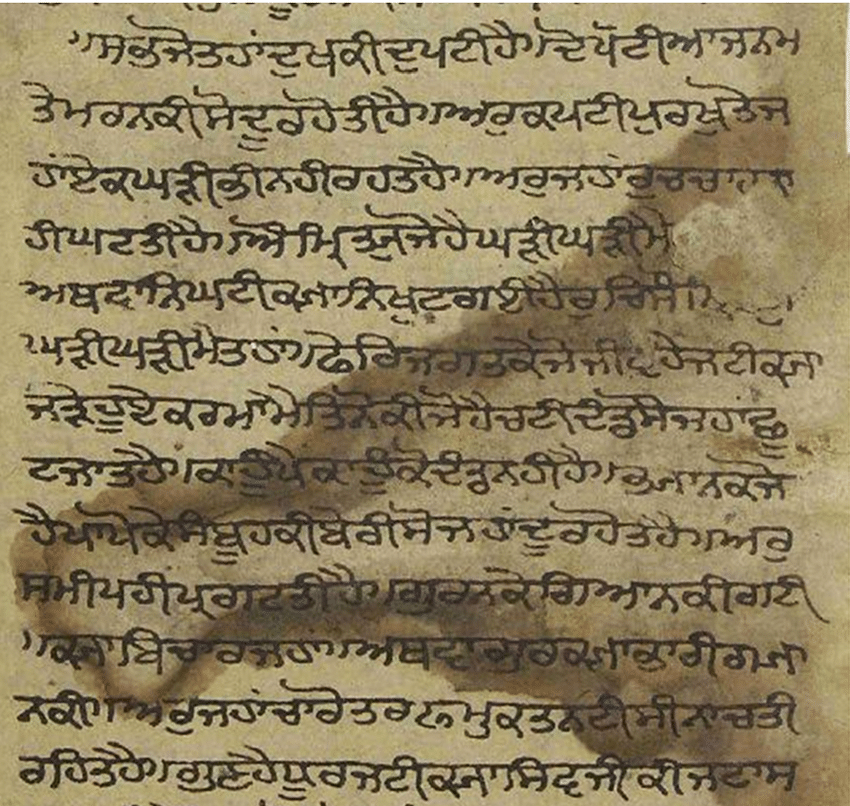
عينة من وثيقة غورموخية مكتوبة بخط اليد تعود إلى العصور الوسطى

اعتمد معلمو السيخ اللغة الغورموكية البدائية لكتابة كتاب جورو جرانث صاحب الكتب الدينية للسيخ. وتطورت أبجدية تاكري من خلال مرحلة ديفاسيشا من نص شارادا من القرنين الرابع عشر والثامن عشر وتوجد بشكل أساسي في ولايات التلال مثل شامبا وهيماتشال براديش والمناطق المحيطة بها حيث يطلق عليها اسم تشامبيالي. وفي قسم جامو تطورت إلى دوجري وهو نص "غير كامل إلى حد كبير" تأثر لاحقًا بشكل مقصود جزئيًا بالغورموخية خلال أواخر القرن التاسع عشر ربما لمنحه هالة من السلطة من خلال جعله يشبه النصوص الراسخة بالفعل في القدرات الرسمية والأدبية على الرغم من عدم إزاحة تاكري. وقد حصلت متغيرات تاكري المحلية على وضع النصوص الرسمية في بعض ولايات البنجاب الجبلية واستُخدمت لأغراض إدارية وأدبية حتى القرن التاسع عشر. وبعد عام 1948 عندما تم تأسيس ولاية هيماشال براديش كوحدة إدارية تم استبدال اللهجات التاكري المحلية باللهجة الديفاناغارية.

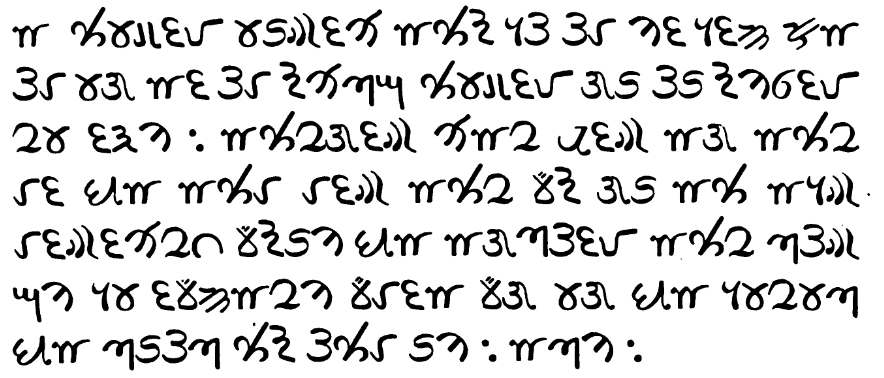
مثال على النسخة الملتانية من نص لاند ، وهو نص اختزالي تجاري من البنجاب، يعود تاريخه إلى عام 1880

وفي الوقت نفسه لم تكن النصوص التجارية في البنجاب المعروفة باسم مخطوطات لاندا تُستخدم عادةً للأغراض الأدبية. حيث أن لاندا تعني الأبجدية "بدون ذيل" مما يعني أن النص لم يكن يحتوي على رموز الحروف المتحركة. ففي البنجاب كان هناك ما لا يقل عن عشرة نصوص مختلفة تم تصنيفها على أنها لاندا وكان المهاجاني هو الأكثر شعبية. كما كانت مخطوطات لاندا تُستخدم للأغراض المنزلية والتجارية. وعلى النقيض من لغة لاندا أصبح استخدام علامات الحروف المتحركة إلزاميًا في اللغة الغورموخية لزيادة الدقة والضبط بسبب الصعوبات التي تنطوي عليها فك رموز الكلمات بدون علامات الحروف المتحركة.
في العصور التالية أصبح الغورموخى النص الأساسي للكتابات الأدبية للسيخ. حيث لعبت دورًا مهمًا في العقيدة والتقاليد السيخية وتوسعت من استخدامها الأصلي للكتب المقدسة السيخية وطورت قواعدها الإملائية الخاصة، وانتشرت على نطاق واسع في ظل إمبراطورية السيخ واستخدمها ملوك السيخ ورؤساء البنجاب لأغراض إدارية. كما لعبت دورًا رئيسيًا في تعزيز وتوحيد اللغة البنجابية وكانت بمثابة الوسيلة الرئيسية لمحو الأمية في البنجاب والمناطق المجاورة لعدة قرون عندما كانت المدارس الأولى مرتبطة بالغوردوارا. وقد تمت كتابة أولى القواعد النحوية للغة البنجابية المنتجة محليًا في ستينيات القرن التاسع عشر باللغة الغورموخية. حركة سينغ سابها في أواخر القرن التاسع عشر وهي حركة لإحياء المؤسسات السيخية التي تراجعت أثناء الحكم الاستعماري بعد سقوط إمبراطورية السيخ دعت أيضًا إلى استخدام نص الجورموكي في وسائل الإعلام الجماهيرية، مع إنشاء منشورات وسائل الإعلام المطبوعة والصحف باللغة البنجابية في ثمانينيات القرن التاسع عشر. وفي وقت لاحق من القرن العشرين وبعد نضال حركة البنجابية سوبا من تأسيس الهند الحديثة في الأربعينيات إلى الستينيات، تم منح اللغة السلطة باعتبارها اللغة الرسمية لولاية البنجاب في الهند حيث يتم استخدامها في جميع مجالات الثقافة والفنون والتعليم والإدارة مع طابع مشترك وعلماني راسخ. إنها واحدة من اللغات الرسمية للجمهورية الهندية وهي حاليًا النص الرابع عشر الأكثر استخدامًا في العالم.

### علم أصول الكلمات

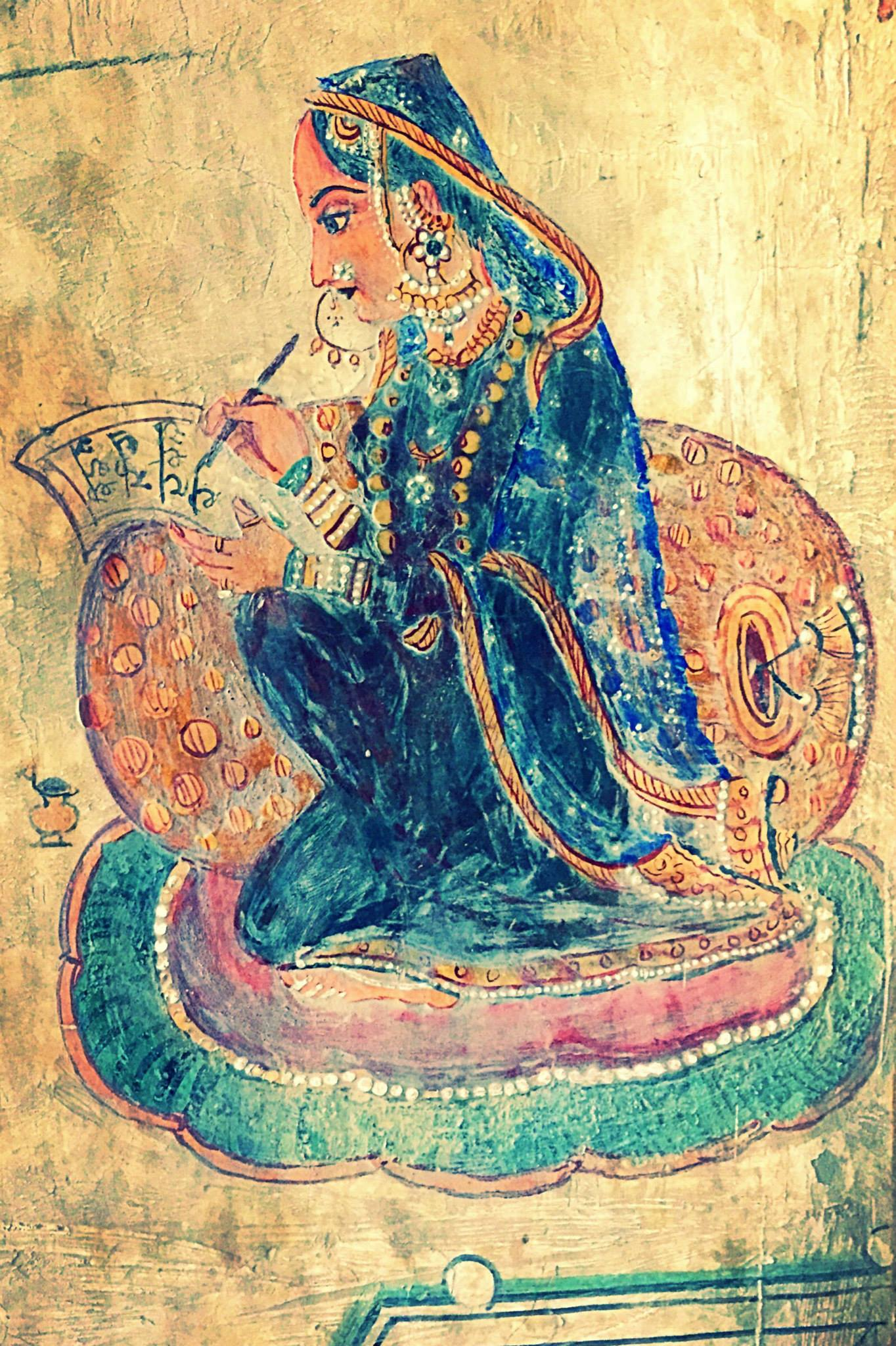
لوحة جدارية من القرن الثامن عشر تصور امرأة تكتب باللغة الجورموكية من بوثيمالا بجورو هارساهاي في البنجاب.

الرأي السائد بين اللغويين البنجابيين هو أنه كما في المراحل المبكرة كانت أحرف الجورموخية تستخدم في المقام الأول من قبل أتباع الغورو الجورموخ (حرفيًا أولئك الذين يواجهون أو يتبعون الغورو على عكس المانوخ)؛ وبالتالي أصبح النص معروفًا باسم الجورموخي وهو "نص أولئك الذين يسترشدون بالغورو". كما يُنسب إلى جورو أنجاد في التقليد السيخي إنشاء وتوحيد نص الجورموخي من النصوص السابقة المنحدرة من الشارادا الأصلية في المنطقة. وهو الآن النص القياسي للكتابة للغة البنجابية في الهند. كما تمت كتابة الكتب المقدسة السيخية الأصلية ومعظم الأدب السيخي التاريخي بالخط الجورموكي.
على الرغم من أن كلمة الغورموخي تمت ترجمتها بشكل شائع على أنها "من فم المعلم" إلا أن المصطلح المستخدم للنص البنجابي له دلالات مختلفة إلى حد ما. فقد يكون هذا الاستخدام للمصطلح قد اكتسب رواجًا من استخدام النص لتسجيل أقوال معلمي السيخ ككتاب مقدس، والذي غالبًا ما يشار إليه باسم الغورموخي أو من موخي (الوجه أو الفم) للمعلمين. وبالتالي فإن النص الذي تم استخدامه لكتابة النص المقدس الناتج ربما تم تعيينه أيضًا بنفس الاسم.
تم تصميم اسم الأبجدية الفارسية العربية للغة البنجابية شاهموكي على غرار مصطلح جورموكي.

## الحروف

### أدب
تحتوي الأبجدية الغورموخية على خمسة وثلاثين حرفًا أساسيًا (اكخارا) يتم ترتيبها تقليديًا في سبعة صفوف يتكون كل منها من خمسة أحرف. الحروف الثلاثة الأولى أو ماتارا فاهاكا ("حامل الحرف المتحرك") مميزة لأنها تشكل الأساس للحروف المتحركة المستقلة وليست حروف ساكنة أو فيانجانا مثل الحروف المتبقية، وباستثناء الحرف الثاني أيرة لا يتم استخدامها أبدًا بمفردها؛ انظر § علامات التشكيل لمزيد من التفاصيل. يتقاسم زوج الحروف الاحتكاكية أو مولا فارغا ("الفئة الأساسية") الصف الذي يليه المجموعات الخمس التالية من الحروف الساكنة، حيث تكون الحروف الساكنة في كل صف متجانسة ويتم ترتيب الصفوف من الجزء الخلفي (الحنك) إلى الجزء الأمامي (الشفوي) من الفم، ويتم ترتيب الحروف في الشبكة حسب المكان وطريقة النطق. الترتيب أو فارنامالا يكتمل بأنتما توللي والتي تعني حرفيًا "المجموعة النهائية". كما تعتمد أسماء معظم الحروف الساكنة على قيمها الصوتية التكرارية وفارنامالا على النحو التالي:
| اسم المجموعة (علم الأصوات النطقي) ↓     | اسم المجموعة (علم الأصوات النطقي) ↓     | الاسم | الاسم            | الصوت [آي بيه إيه] | الاسم | الاسم                | الصوت [آي بيه إيه] | الاسم        | الاسم            | الصوت [آي بيه إيه] | الاسم              | الاسم              | الصوت [آي بيه إيه] | الاسم     | الاسم          | الصوت [آي بيه إيه] |
| --------------------------------------- | --------------------------------------- | ----- | ---------------- | ------------------ | ----- | -------------------- | ------------------ | ------------ | ---------------- | ------------------ | ------------------ | ------------------ | ------------------ | --------- | -------------- | ------------------ |
| mātarā vāhakă (صائت)                    | mūlă vargă (صامت احتكاكي)               | ੳ     | ūṛā [uːɽaː]      | –                  | ਅ     | aiṛā [ɛːɽaː]         | a ‎[ə]‏              | ੲ            | īṛī [iːɽiː]      | –                  | ਸ                  | sassā [səsːaː]     | sa ‎[s]‏             | ਹ         | hāhā [ɦaːɦaː]  | ha ‎[ɦ]‏             |
| انسداد →                                | انسداد →                                | ساكن  | ساكن             | ساكن               | هائية | هائية                | هائية              | صامت انفجاري | صامت انفجاري     | صامت انفجاري       | النغمة (علم اللغة) | النغمة (علم اللغة) | النغمة (علم اللغة) | صامت أنفي | صامت أنفي      | صامت أنفي          |
| kavargă ṭollī (طبقي)                    | kavargă ṭollī (طبقي)                    | ਕ     | kakkā [kəkːaː]   | ka ‎[k]‏             | ਖ     | khakkhā [kʰəkʰːaː]   | kha ‎[kʰ]‏           | ਗ            | gaggā [gəgːaː]   | ga ‎[ɡ]‏             | ਘ                  | kàggā [kə̀gːaː]     | kà [ kə̀ ]          | ਙ         | ṅaṅṅā [ŋəŋːaː] | ṅa ‎[ŋ]‏             |
| cavargă ṭollī (صامت موقوف احتكاكي/غاري) | cavargă ṭollī (صامت موقوف احتكاكي/غاري) | ਚ     | caccā [t͡ʃət͡ʃːaː] | ca ‎[t͡ʃ]‏            | ਛ     | chacchā [t͡ʃʰət͡ʃʰːaː] | cha ‎[t͡ʃʰ]‏          | ਜ            | jajjā [d͡ʒəd͡ʒːaː] | ja ‎[d͡ʒ]‏            | ਝ                  | càjjā [t͡ʃə̀d͡ʒːaː]   | cà [ t͡ʃə̀ ]         | ਞ         | ñaññā [ɲəɲːaː] | ña ‎[ɲ]‏             |
| ṭavargă ṭollī (صوت ارتدادي)             | ṭavargă ṭollī (صوت ارتدادي)             | ਟ     | ṭaiṅkā [ʈɛŋkaː]  | ṭa ‎[ʈ]‏             | ਠ     | ṭhaṭṭhā [ʈʰəʈʰːaː]   | ṭha ‎[ʈʰ]‏           | ਡ            | ḍaiṅgā [ɖɛŋɡaː]  | ḍa ‎[ɖ]‏             | ਢ                  | ṭàḍḍā [ʈə̀ɖːaː]     | ṭà [ ʈə̀ ]          | ਣ         | nāṇā [naːɳaː]  | ṇa ‎[ɳ]‏             |
| tavargă ṭollī (أسناني)                  | tavargă ṭollī (أسناني)                  | ਤ     | tattā [t̪ət̪ːaː]   | ta ‎[t̪]‏             | ਥ     | thatthā [t̪ʰət̪ʰːaː]   | tha                | ਦ            | daddā [d̪əd̪ːaː]   | da ‎[d̪]‏             | ਧ                  | tàddā [t̪ə̀d̪ːaː]     | tà [ t̪ə̀ ]          | ਨ         | nannā [nənːaː] | na ‎[n]‏             |
| pavargă ṭollī (حرف شفوي)                | pavargă ṭollī (حرف شفوي)                | ਪ     | pappā [pəpːaː]   | pa ‎[p]‏             | ਫ     | phapphā [pʰəpʰːaː]   | pha ‎[pʰ]‏           | ਬ            | babbā [bəbːaː]   | ba ‎[b]‏             | ਭ                  | pàbbā [pə̀bːaː]     | pà [ pə̀ ]          | ਮ         | mammā [məmːaː] | ma ‎[m]‏             |
| شبه صامت وساكن السائل                   |                                         |       |                  |                    |       |                      |                    |              |                  |                    |                    |                    |                    |           |                |                    |
| antimă ṭollī (سونورانت)                 | antimă ṭollī (سونورانت)                 | ਯ     | yayyā [jəjːaː]   | ya ‎[j]‏             | ਰ     | rārā [ɾaːɾaː]        | ra ‎[ɾ]‏~‎[r]‏         | ਲ            | lallā [ləlːaː]   | la ‎[l]‏             | ਵ                  | vāvā [ʋaːʋaː]      | va ‎[ʋ]‏~‎[w]‏         | ੜ         | ṛāṛā [ɽaːɽaː]  | ṛa ‎[ɽ]‏             |

أصبحت الحروف الأنفية ਙ ṅaṅṅā وਞ ñaññā هامشية كحروف ساكنة مستقلة في اللغة الغورموخية الحديثة. كما أن الأصوات التي يمثلونها تحدث في أغلب الأحيان على شكل أصوات متجانسة من [‎n‏] في مجموعات ذات عظام حنكية وحنكية على التوالي.
ويمكن أن يختلف نطق ਵ بشكل متجانس بين ‎[‎[ʋ]‏ ~ ‎[β]‏]‏ الحروف المتحركة الأمامية السابقة و‎[‎[w]‏]‏ في مكان آخر.
الميزة الأكثر تميزًا للغة البنجابية هي نظام النغمة الخاص بها. حيث لا يحتوي النص على رمز منفصل للنغمات ولكنها تتوافق مع الحروف الساكنة النغمية التي كانت تمثل في السابق الطامحين الصوتيين وكذلك * h الأكبر سناً. وللتفريق بين الحروف الساكنة غالبًا ما يتم نطق الحروف الساكنة النغمية البنجابية للعمود الرابع ਘ kà وਝ cà وਢ ṭà وਧ tà وਭ pà على غرار الحروف الساكنة الصوتية gha وjha وḍha وdha وbha على التوالي على الرغم من أن البنجابية تفتقر إلى هذه الأصوات. كما يمكن أن تكون النغمات في البنجابية صاعدة أو محايدة أو هابطة:
- عندما يكون الحرف النغمي في مواضع البداية كما هو الحال في نطق أسماء الحروف الغورموخية فإنه ينتج النغمة المتساقطة على نواة المقطع والتي يشار إليها بلكنة خطيرة (◌̀).
- عندما يكون الحرف النغمي في مواضع الكودا المقطعية فإن النغمة الموجودة على نواة المقطع ترتفع ويتم الإشارة إلى ذلك من خلال اللهجة الحادة (◌́).
- عندما يكون الحرف النغمي في مواضع بين حروف العلة بعد حرف علة قصير وقبل حرف علة طويل يكون الحرف العلة التالي له نغمة هبوطية.[6][50] بين حرفين متحركين قصيرين ينتج الحرف النغمي نغمة تصاعدية على الحرف المتحرك السابق.

تمثل الحروف الآن دائمًا الحروف الساكنة غير المستنبطة وهي غير مسموعة في مواضع البداية ومسموعة في أماكن أخرى.

### الحروف التكميلية
بالإضافة إلى الحروف الأصلية البالغ عددها 35 حرفًا هناك ستة حروف ساكنة تكميلية في الاستخدام الرسمي يشار إليها باسم نافينا توللي أو نافينا فارجا والتي تعني "مجموعة جديدة" وتم إنشاؤها عن طريق وضع نقطة (بيندي) في أسفل (بايرا) الحرف الساكن لإنشاء حروف ساكنة بايري بندي. هذه ليست موجودة في كتاب جورو جرانث صاحب أو في النصوص القديمة. وتُستخدم هذه المصطلحات غالبًا للكلمات المستعارة ولكن ليس حصريًا واستخدامها ليس إلزاميًا دائمًا:
| اسم | اسم                                    | صوت [آي بي أيه] | اسم | اسم                                        | صوت [آي بي أيه] | اسم | اسم                                    | صوت [آي بي أيه] |
| --- | -------------------------------------- | --------------- | --- | ------------------------------------------ | --------------- | --- | -------------------------------------- | --------------- |
| سَ   | ساسي زوج بيندي [səsːeː pɛ:ɾɨ bɪn̪d̪iː]   | نعم ‎[ʃ]‏         | خ   | كاكهي بايريد بيندي [kʰəkʰːeː pɛ:ɾɨ bɪn̪d̪iː] | إكسا ‎[x]‏        | جَار | غاجي بيريه بيندي [gəgːeː pɛ:ɾɨ bɪn̪d̪iː] | هاا ‎[ɣ]‏         |
| ز   | جاجي زوج بيندي [d͡ʒəd͡ʒːeː pɛ:ɾɨ bɪn̪d̪iː] | زا ‎[z]‏          | ف   | فافي زوج بيندي [pʰəpʰːeː pɛ:ɾɨ bɪn̪d̪iː]     | فا ‎[f]‏          | لَر  | لالي بايندي [ləlːeː pɛ:ɾɨ bɪn̪d̪iː]      | ح ‎[ɭ]‏           |

الحرف ਸ਼ والذي كان قيد الاستخدام بالفعل في وقت أقدم قواعد اللغة البنجابية المنتجة إلى جانب ਜ਼ وਲ਼ مكّن التمييز غير الملحوظ سابقًا بين /s/ والصوت الراسخ /ʃ/ والذي يُستخدم حتى في الثنائيات الصدى الأصلية مثل rō̆ṭṭī-śō̆ṭṭī "شيء للأكل"؛ الأصوات المستعارة f و z و x و ġ كصوتيات مميزة أقل رسوخًا وتتناقص بهذا الترتيب وغالبًا ما تعتمد على التعرض لمعايير الهندية والأردية.
الحرف ਲ਼ ( ḷa ) وهو الحرف الوحيد الذي لا يمثل حرف ساكن احتكاكي وتمت إضافته رسميًا مؤخرًا إلى الأبجدية الغورموخية. لم يكن جزءًا من الإملاء التقليدي حيث لم ينعكس الاختلاف الصوتي المميز بين /lə/ و/ɭə/ على الرغم من كونهما صوتين أصليين في النص ولا يزال إدراجه غير عالمي حاليًا. تم أيضًا إثبات الاستخدام السابق لرمز آخر لتمثيل هذا الصوت [ਲ੍ਰ]. الحروف ਲ਼ ḷa مثل ਙ ṅ وਙ ṅ وਣ ṇ وੜ ṛ لا تظهر في بداية الكلمة إلا في بعض الحالات بأسمائها.
حروف أخرى مثل [ਕ਼] / ‎qə‏ الأحدث تُستخدم أيضًا في مناسبات نادرة بشكل غير رسمي وخاصة لترجمة الكتابات القديمة بالفارسية والأردية والتي أصبحت معرفتها أقل أهمية في العصر الحديث.

### الحروف السفلية
تُستخدم ثلاثة أحرف "منخفضة" تسمى داتا أكرا ("الحروف المشتركة") أو بايري آكرا ("الحروف عند القدم") في اللغة الغورموخية الحديثة: أشكال ਹ ha وਰ ra وਵ va.
يتم استخدام الحرفين السفليين ਰ ra وਵ va لتكوين مجموعات الحروف الساكنة ويتصرفان بشكل مشابه؛ أما الحرف السفلي ਹ ha فيقدم النغمة.
بالإضافة إلى الأحرف الثلاثة القياسية السفلية هناك حرف آخر منخفض يمثل الحرف /j/ الملحق وهو yakaśă أو pairī̃ yayyā (ੵ U+0A75)، يُستخدم على وجه التحديد في كتابات أسلوب السهاسكريتي القديمة في الكتب المقدسة السيخية، حيث يوجد 268 مرة  لأشكال الكلمات والانحرافات من المراحل الأقدم من اللغة الهندية الآرية كما في الأمثلة ਰਖੵਾ /ɾəkʰːjaː/ "(أن تكون) محمية"، ਮਿਥੵੰਤ /mɪt̪ʰjən̪t̪ə/ "مخادع"، ਸੰਸਾਰਸੵ /sənsaːɾəsjə/ "من العالم" ਭਿਖੵਾ /pɪ̀kʰːjaː/ "(عمل) التسول"، إلخ. يوجد أيضًا شكل متصل من الحرف yayyā ، ਯ→੍ਯ  شكل لاحق يعمل بشكل مشابه لـ yakaśă ويُستخدم حصريًا للاقتراضات السنسكريتية وحتى ذلك الحين نادرًا. بالإضافة إلى ذلك تم العثور على نسخ مصغرة من الحروف ਚ وਟ وਤ وਨ أيضًا في استخدام محدود كحروف أسفلية في الكتب المقدسة السيخية.
تُستخدم عادةً الحروف المتصلة /ɾə/ و/hə/ فقط واستخدام الحروف المتصلة /ʋə/ والأشكال المتصلة من /jə/ والتي أصبحت نادرة بالفعل أصبح نادرًا بشكل متزايد في السياقات الحديثة.

## الرقمنة

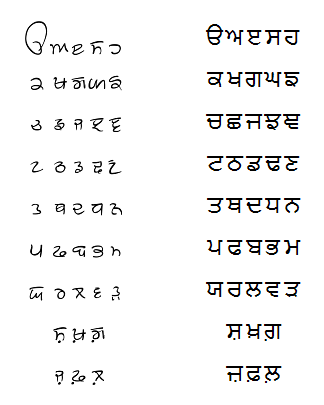
يمكن تقديم الغورموكي رقميًا بمجموعة متنوعة من الخطوط. الخط Dukandar على اليسار من المفترض أن يشبه خط اليد البنجابي غير الرسمي.

### المخطوطات
بدأت مكتبة البنجاب الرقمية في رقمنة جميع المخطوطات المتاحة للخط الجورموكي. وقد كانت اللغة مستخدمة رسميًا منذ القرن السادس عشر ولا يزال من الممكن تتبع الكثير من الأدبيات المكتوبة خلال هذه الفترة الزمنية. كما قامت مكتبة البنجاب الرقمية برقمنة أكثر من 45 مليون صفحة من مخطوطات مختلفة ومعظمها متاح عبر الإنترنت.

### أسماء النطاقات على شبكة الإنترنت
طورت جامعة البنجاب في باتيالا قواعد إنشاء العلامات للتحقق من صحة أسماء النطاقات الدولية للإنترنت باللغة الغورموخية.

## ملحوظات
1. ↑    - ربما يكون الحرف الغورموخي ਖ [خا] قد تطور في الأصل من الحرف البراهمي الذي يشير إلى [ṣa]، حيث تم دمج الأصوات السنسكريتية /ʂə/ و /kʰə/ في /kʰə/ في البنجابية. فُقد أي تباين صوتي، ولم يتبق أي حرف مميز لـ [ṣa]. وبالمثل، فإن الأحرف التي تمثل /sə/ و /ʃə/ قد تتقارب أيضًا في الحرف الذي يمثل /ʃə/ حيث تم دمج الأصوات في /sə/.
  - تم اشتقاق الحرف الغورموخي ੜ [ṛa] في نقطة لاحقة، على الأرجح في فترة نصوص Laṇḍā، حيث كانت النصوص السابقة تفتقر إلى حرف لهذا الصوت. قد تشترك في النهاية في شخصية الوالدين المشتركة مع Gurmukhi ਡ [ḍa].

## فهرس
- Jain، Danesh؛ Cardona، George (2007). The Indo-Aryan Languages. Routledge. ISBN:978-1-135-79711-9. مؤرشف من الأصل في 2025-03-20.
  - Salomon، Richard (2007). "Writing Systems of the Indo-Aryan Languages". في Cardona، George؛ Jain، Dhanesh (المحررون). The Indo-Aryan Languages. Routledge. ص. 68–114. ISBN:978-1-135-79711-9.
  - Shackle، Christopher (2007). "Panjabi". في Cardona، George؛ Jain، Dhanesh (المحررون). The Indo-Aryan Languages. Routledge. ص. 582–622. ISBN:978-1-135-79711-9..

  - Masica، Colin (1993). The Indo-Aryan Languages. Cambridge, U.K.: Cambridge University Press. ISBN:978-0-521-29944-2. مؤرشف من الأصل في 2023-11-11.
  - Bāhrī, Hardev (2011). "Gurmukhī". In Siṅgh, Harbans (ed.). The Encyclopedia Of Sikhism - Volume II E-L. Encyclopedia of Sikhism (بالإنجليزية) (3th ed.). Patiala: Punjab University. Vol. I (A–D). pp. 181–184. ISBN:9788173801006. Retrieved 2024-11-03.
  - Grierson، George A. (1916). "Pañjābī". Linguistic Survey of India. Calcutta: Office of the Superintendent of Government Printing, India. ج. IX: Indo-Aryan family. Central group, Part 1, Specimens of Western Hindi and Pañjābī. ص. 624–629.
  - Bhardwaj، Mangat Rai (2016). Panjabi: A Comprehensive Grammar. Routledge. DOI:10.4324/9781315760803. ISBN:9781138793859.

تم تأليف المنشورات التالية باللغة البنجابية حول أصول الخط الجورموكي:
- Singh, Gurbaksh (G.B.) (1950). Gurmukhi Lipi da Janam te Vikas (بالبنجابية) (5th ed.). Chandigarh, Punjab, India: Punjab University Press, 2010. ISBN:81-85322-44-9. Alternative link
- Ishar Singh Tãgh Gurmukhi Lipi da Vigyamulak Adhiyan. Patiala: Jodh Singh Karamjit Singh.
- Kala Singh Bedi Lipi da Vikas. Patiala: Punjabi University, 1995.
- Dakha, Kartar Singh (1948). Gurmukhi te Hindi da Takra (بالبنجابية). Archived from the original on 2025-01-23.
- Padam, Piara Singh (1953). https%3A%2F%2Fpunjabilibrary.com%2Fwp-content%2Fuploads%2F2017%2F08%2FGurmukhi-Lipi-Da-Itihas_PunjabiLibrary.pdf Gurmukhi Lipi da Itihas (PDF) (بالبنجابية). Patiala, Punjab, India: Kalgidhar Kalam Foundation Kalam Mandir. Archived from https%3A%2F%2Fpunjabilibrary.com%2Fwp-content%2Fuploads%2F2017%2F08%2FGurmukhi-Lipi-Da-Itihas_PunjabiLibrary.pdf the original (PDF) on 2024-06-15. {{استشهاد بكتاب}}: تحقق من قيمة |مسار أرشيف= (help) and تحقق من قيمة |مسار= (help) Alternative link
- Prem Parkash Singh "Gurmukhi di Utpati." Khoj Patrika, Patiala: Punjabi University.
- Pritam Singh "Gurmukhi Lipi." Khoj Patrika. p. 110, vol.36, 1992. Patiala: Punjabi University.
- Sohan Singh Galautra. Punjab dian Lipiã.
- Tarlochan Singh Bedi Gurmukhi Lipi da Janam te Vikas. Patiala: Punjabi University, 1999.

## روابط خارجية
- مخطط نص Unicode للغة الغورموخية (ملف PDF)
- آلة كاتبة جورموكي متاحة على الإنترنت